# دوران کودکی (فیلم ۲۰۱۱)
دوران کودکی (اسپانیایی: Infancia clandestina‎) فیلم سینمایی محصول سال ۲۰۱۱ کشور آرژانتین است که در ژانر تاریخی-درام ساخته شد. این فیلم با کارگردانی بنجامین آویلا و با ایفای نقش بازیگرانی چون ناتالیا اوریرو، ارنستو آلتریو و سزار ترونسوسو موفق به کسب جوایز بسیاری در رقابت‌های مختلف گشت.
دوران کودکی تحسین منتقدان را در پی داشت و این فیلم برنده ده جایزه از آکادمی هنر و علوم سینمایی آرژانتین و پنج جایزه از انجمن منتقدان فیلم آرژانتین شد که شامل جوایز بخش‌های کندر نقره‌ای، جایزه بهترین فیلم، بهترین کارگردانی، بهترین فیلمنامهٔ اصلی، بهترین بازیگر زن و بهترین بازیگر نقش مکمل زن بودند. آرژانتین این فیلم را به نمایندگی از خود در سال ۲۰۱۳ برای شرکت یافتن در جایزه اسکار بهترین فیلم زبان خارجی در فوریه ۲۰۱۳ ارائه داد اما این فیلم به نامزدی ۸۵اُمین جوایز اسکار راه نیافت.

## خلاصه داستان
این داستان در عصر جنگ‌های کثیف در برهه‌ای از تاریخ آرژانتین در زمان آخرین دیکتاتوری نظامی (۱۹۷۶–۱۹۸۳) این کشور بیان می‌شود. یک زن و شوهر که سرباز چریکی بودند، فرار کرده و در حال زندگی در کوبا با دو فرزند خود هستند. با کمک «عمو بتو» آن‌ها جعل هویت کرده و با هویت جدید خود در سال ۱۹۷۹ میلادی با هدف شرکت در اعتراضات چپ‌گرایانه در برابر کودتای نظامی به کشور بازمی‌گردند. حوادث این برهه از تاریخ از دیدگاه این خانواده در فیلم روایت می‌شود.

## بازیگران
- ناتالیا اوریرو به عنوان کریستینا با نام مستعار چارو
- ارنستو آلتریو به عنوان عمو بتو
- سزار ترونسوسو به عنوان اوراسیو با نام مستعار دانیل
- تئو گوتیرز رومرو به عنوان خوان با نام مستعار ارنستو استرادا
- کریستینا بانگاس به عنوان مادر بزرگ
- داگلاس سیمون به عنوان گریگوریو
- ویولتا پالوکاس به عنوان ماریا
- مارسلو مینیننو
- مایانا نیوا به عنوان کارمن

| سال  | جایزه             | دسته                                                       | گیرنده           | نتیجه    | Ref.  |
| ---- | ----------------- | ---------------------------------------------------------- | ---------------- | -------- | ----- |
| ۲۰۱۳ | جایزه هنرمند جوان | بهترین هنرمند جوان در بین‌المللی فیلم سینمایی - بازیگر جوان | تئو گوتیرز رومرو | نامزدشده | [ ۳ ] |